# Старотумбагушевська сільська рада
Старотумбагу́шевська сільська рада (рос. Старотумбагушевский сельский совет) — муніципальне утворення у складі Шаранського району Башкортостану, Росія. Адміністративний центр — присілок Старотумбагушево.

## Населення
Населення — 713 осіб (2019, 789 у 2010, 909 у 2002).

## Склад
До складу поселення входять такі населені пункти:
| Населений пункт            | Населення, осіб (2002) | Населення, осіб (2010) |
| -------------------------- | ---------------------- | ---------------------- |
| Єлань-Єлга, присілок       | 29                     | 26                     |
| Каразибаш, присілок        | 77                     | 74                     |
| Нова Сбродовка, присілок   | 24                     | 15                     |
| Новий Кічкіняш, присілок   | 53                     | 39                     |
| Новотумбагушево, присілок  | 155                    | 136                    |
| Старий Кічкіняш, присілок  | 128                    | 103                    |
| Старотумбагушево, присілок | 316                    | 289                    |
| Тем'яково, присілок        | 127                    | 107                    |